# Émotivisme
L'émotivisme est la conception méta-éthique (concernant l'éthique) selon laquelle les jugements moraux sont des expressions des émotions ou des attitudes du locuteur qui émet ces jugements. Le « mal » renvoie à une émotion négative associée à une attitude de désapprobation, tandis que le « bien » renvoie à une émotion positive associée à une attitude d'approbation ou d'adhésion. 
L'émotivisme est, avec le prescriptivisme, l'une des formes que prend l'expressivisme en éthique. Issue de la philosophie analytique et de l'empirisme logique du XXe siècle, cette conception des jugements moraux a été exposée pour la première fois par Alfred Jules Ayer dans son ouvrage de 1936 intitulé Langage, vérité et logique. On doit son développement à Charles Stevenson.

## Fonction des jugements moraux
Selon la conception émotiviste défendue par Alfred J. Ayer et Charles Stevenson, les jugements moraux ne servent qu'à exprimer des états affectifs, par l'approbation ou le blâme, ou à les susciter chez les autres. Un désaccord moral n'est alors que l'expression d'une différence de sensibilité. Cette position ne retient dans les énoncés de la morale que les exclamations qui expriment certaines émotions : colère, admiration, dégoût, etc. L'émotivisme permet ainsi d'expliquer la nature motivante des jugements moraux – ils ont une force de motivation que n'ont pas les jugements factuels –  mais rend problématique le statut du raisonnement pratique (ex.: « S'il est mal de faire A et que B implique A, alors il est mal de faire B »). 

## Distinction entre faits et valeurs
L'émotivisme maintient la distinction entre faits et valeurs, contrairement au naturalisme moral, tout en expliquant la force de motivation des jugements moraux, ce à quoi renonce le cognitivisme moral. Cette distinction entre faits et valeurs n'apparaît pas systématiquement dans le langage et celui-ci est souvent trompeur. Par exemple, « Le vol est puni par la loi » ou « Le vol me dégoûte » énoncent des faits, vrais ou faux, considérés à juste titre comme tels. Mais « C'est  mal de voler » n'est qu'en apparence l'énoncé d'un fait. Il équivaut à « A bas le vol !», qui n'est ni vrai ni faux. Selon l'émotivisme, on ne discute pas de la vérité des énoncés moraux, mais seulement de la vérité des énoncés factuels (ex.: « Robin vole les riches ») ou de la cohérence d'un discours moral (ex.: « C'est mal de voler, donc Robin ne doit pas voler les riches »). Contrairement aux jugements de fait, qui doivent se justifier rationnellement pour être vrais, il n'y a aucune justification à donner aux jugements de valeur proprement dits et la morale est sans fondement objectif.